# Oryctolagus cuniculus
Lapin de garenne, Lapin commun
Espèce
Synonymes
- Lepus cuniculus L., 1758

Répartition géographique
Statut de conservation UICN

EN : En danger
Le Lapin de garenne ou Lapin commun (Oryctolagus cuniculus), est une espèce de mammifères lagomorphes de la famille des Léporidés. 
Les populations sauvages sont communes en Europe, mais en déclin, et l'espèce a été introduite en Australie en 1859 où elle est devenue envahissante. 
Jusqu'au Moyen Âge, ce lapin était souvent élevé en semi-liberté, dans de vastes espaces clos appelés des garennes, ce qui lui vaut son nom vernaculaire. Sous sa forme domestiquée l'espèce est commune un peu partout dans le monde, élevée dans des clapiers. Le lapin de garenne est l'espèce souche de tous les lapins domestiques, avec de nombreuses races et variétés obtenues par sélection, y compris des lapins nains.

## Nomenclature et systématique
Autres noms vulgaires ou noms vernaculaires : Lapin des bois, Lapin ordinaire, Lapin sauvage, Lapin vulgaire ou encore Lapin européen.
Le nom de genre Oryctolagus trouve son origine dans le grec oruktês signifiant « fouisseur » et lagôs désignant un lièvre. Le mot cuniculus correspond lui au nom latin du lapin, dérivé de l’ibère et transcrit pour la première fois en « ko(n)niklos » par l’historien gréco-romain Polybe. En ancien français, l'animal s'appelait connil (du latin cuniculus ; cf. le castillan conejo, le portugais coelho, l'italien coniglio ou le néerlandais konijn). Le mot connil/connin ressemblant trop à celui de con (avec tous ses sens...), il fut supplanté au XVe siècle par « lapin » (on trouve ce mot dans les Chroniques de Charlemagne, 1458), dont l'étymologie controversée est très vraisemblablement 
une interférence de laper (manger avec avidité) et de lapereau (petit lièvre), ce dernier provenant de lapriel (du latin : leporellus, lapereau).  
Le lapin commun, autrefois classé dans l'ordre des rongeurs, appartient à l'ordre des lagomorphes, qui diffère du premier par la présence de deux paires d'incisives à la mâchoire supérieure (l'une derrière l'autre) contre une seule pour les rongeurs, mais aussi par une mastication latérale et non pas d'avant en arrière et par un nombre de doigts différent aux membres. Il s'agit de l'unique léporidé du genre Oryctolagus, qu'il ne faut pas confondre avec d'autres lapins de la famille des léporidés, appartenant à d'autres genres comme le lapin d'Amérique. Le lapin commun ne peut donc s'hybrider avec aucune autre espèce de lapin.

## Liste des sous-espèces
Selon  Mammal Species of the World (version 3, 2005)  (28 mai 2013) et Catalogue of Life (28 mai 2013) :
- sous-espèce Oryctolagus cuniculus algirus (Loche, 1858) - présence est limitée à la Galice, au Portugal, et à la moitié sud-ouest de la péninsule Ibérique. De taille un peu plus petite que O.c.cuniculus[11].
- sous-espèce Oryctolagus cuniculus brachyotus Trouessart, 1917
- sous-espèce Oryctolagus cuniculus cnossius Bate, 1906
- sous-espèce Oryctolagus cuniculus cuniculus (Linnaeus, 1758) - l'ancêtre du lapin domestique[11].
- sous-espèce Oryctolagus cuniculus habetensis Cabrera, 1923
- sous-espèce Oryctolagus cuniculus huxleyi Haeckel, 1874

Le lapin domestique est lui aussi parfois considéré comme une sous-espèce à part entière : Oryctolagus cuniculus domesticus.

## Description

### Morphologie
La forme sauvage du lapin de garenne mesure de 32 à 50 cm (longueur tête et corps) pour des oreilles de 6 à 9 cm. Sa masse varie de 0,9 kg à 2,5 kg. Il possède une fourrure douce de couleur gris-beige à gris brun sur le dos et les flancs, et gris-blanc sur le ventre, avec une tache roussâtre sur la nuque. Ce pelage constitue un bon camouflage contre ses prédateurs. Les individus bruns sombres ou mélaniques sont fréquents dans certaines populations sauvages. Les dents d'un lapin, notamment ses incisives, poussent sans arrêt.
On distingue les mâles grâce à leur tête, plus large et moins fine que celle des femelles, et à l'écart entre l'anus et les organes génitaux externes.

### Différence avec le lièvre d'Europe
Le lapin commun est un lagomorphe comme le lièvre d'Europe, mais très différent, il s'en distingue facilement par plusieurs caractéristiques :
- il est plus petit, nettement plus rond, avec des pattes plus courtes ;
- il est moins rapide à la course ;
- des oreilles plus courtes que la tête (chez l'individu sauvage) ;
- un iris brun sombre ;
- l'ongle des orteils non fendu ;
- une gestation de 31 jours ;
- des petits qui naissent aveugles et nus ;
- une vie en société hiérarchisée ;
- il creuse des terriers ;
- 44 chromosomes.

### Perceptions sensorielles

#### Vue

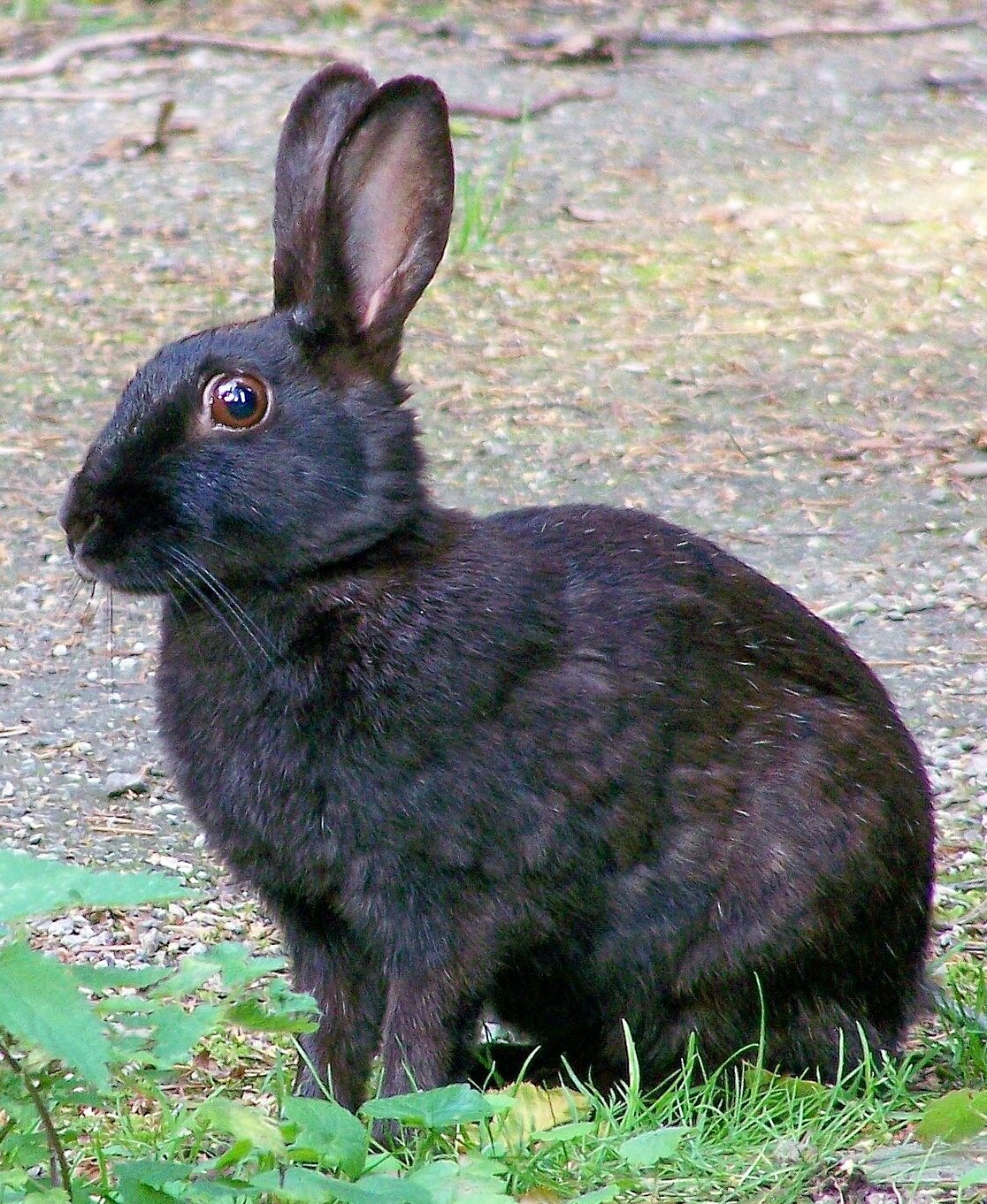
Le lapin voit à 360° autour de sa tête.

On considère généralement que chacun des deux yeux du lapin a un champ de vision de 192°, voire plus pour certains auteurs qui estiment que ce champ peut atteindre 240°. Au total, le champ de vision du lapin est de 360°, et la zone de vision binoculaire est de 24° devant lui et 30 ° au-dessus de la tête. En cas d'alerte, le lapin peut accroître cette vision binoculaire à 30° vers l'avant et 8 à 10° vers l'arrière en modifiant la position de ses yeux dans leurs orbites. C'est en effet uniquement dans la zone de vision binoculaire que l'animal peut évaluer la distance à laquelle se trouvent les éléments. Les oreilles seules peuvent obstruer la vision des lapins, notamment chez les lapins béliers. Par ailleurs, il existe un angle mort d’une dizaine de cm devant le nez. Dans cette zone ce sont les vibrisses de l'animal qui permettent de percevoir les éléments placés devant lui. Les cellules de la rétine sensibles à la lumière sont peu denses chez le lapin, qui perçoit de ce fait une image floue. Il est donc plus sensible au mouvement des choses qu'à leur forme.
La rétine de l'œil est, chez tous les mammifères, tapissée de cellules sensibles à la lumière. On distingue notamment des cellules en bâtonnet et des cellules en forme de cône. Les premières sont particulièrement représentées chez le lapin, ce qui lui permet de percevoir les choses avec une très faible quantité de lumière. Le lapin peut donc voir dans l'obscurité. Les cellules coniques du lapin contiennent deux types de molécules d'opsine, qui ont une absorption maximale de la lumière pour des longueurs d'onde correspondant au bleu pour l'une et au vert pour l'autre. Le lapin perçoit donc particulièrement bien ces couleurs, tandis que les autres couleurs comme notamment le rouge et l'orange sont très mal distinguées.

#### Toucher

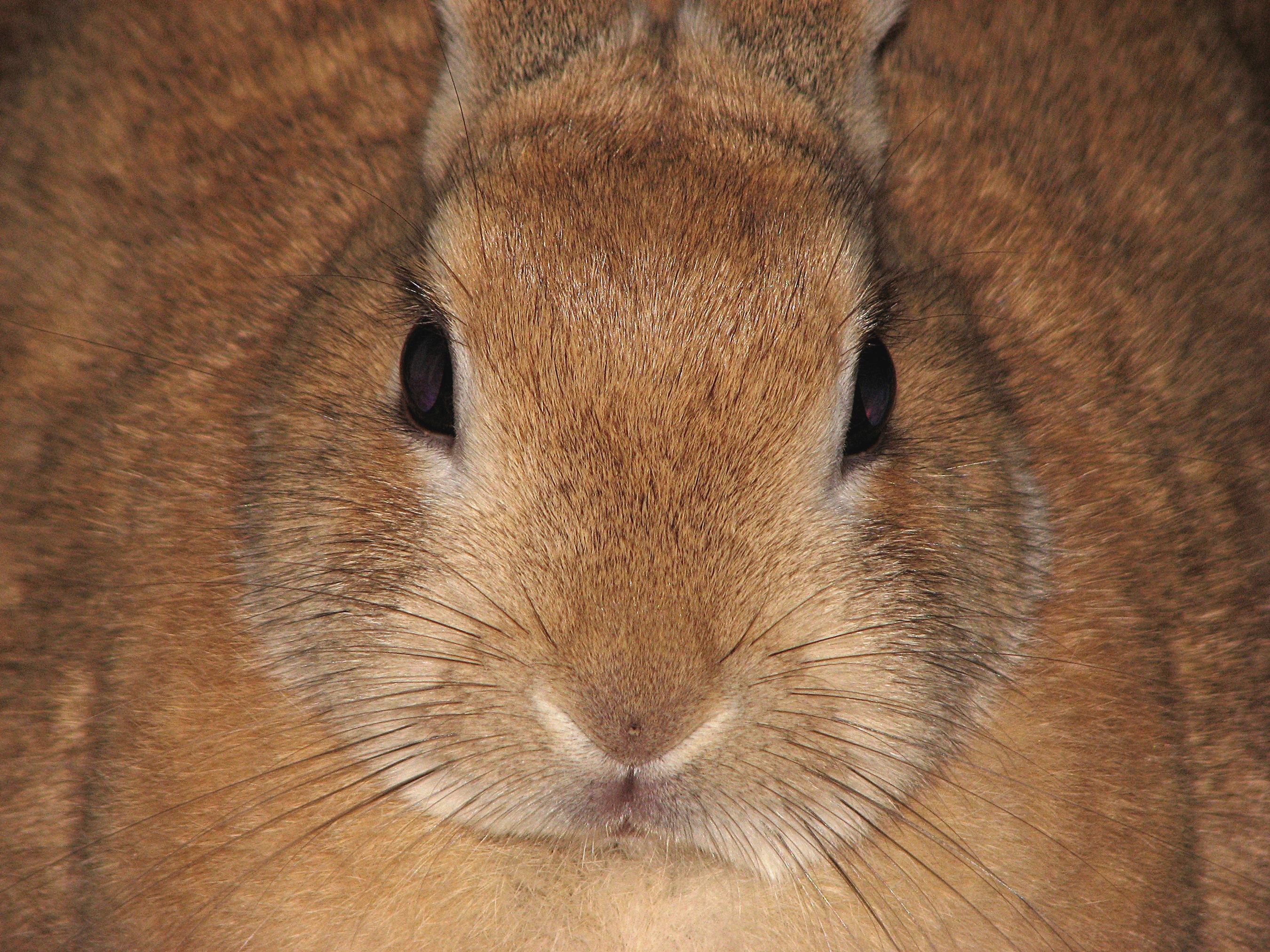
Les vibrisses de l'animal sont ici bien visibles.

Les nombreux poils longs appelés vibrisses présents sur la tête du lapin, notamment sur la lèvre supérieure et la partie antérieure de la joue, mais également au-dessus des yeux et dans la région temporale, ont un rôle essentiel dans la perception du toucher.

#### Goût
La langue du lapin est tapissée d'environ 17 000 cellules gustatives qui lui permettent de distinguer les quatre saveurs de base : salé, sucré, acide et amer. Le lapin préfère sensiblement les aliments un peu sucrés et un peu amers. Lorsque l'animal n'est pas soumis à un choix, sa consommation alimentaire est indépendante de l'appétence de l'aliment dont il dispose.

#### Ouïe
Le lapin a une bonne sensibilité auditive. Il perçoit les sons entre 360 et 42 000 à 50 000 Hz, alors que l'Homme n'entend qu'entre 20 et 20 000 Hz. Cela signifie que les lapins n'entendent pas les sons très graves, mais qu'ils sont sensibles à une très large gamme d'ultrasons. Le lapin a par contre du mal à localiser avec précision l'origine d'un son : il ne les localise qu'à 20-30° près contre 0,5 à 1° près pour l'homme. Une fois alerté, le lapin peut se dresser sur ses pattes arrière pour mieux voir et entendre un éventuel danger.

#### Odorat
L’odorat du lapin est assez développé. Il dispose de 500 millions à 1 milliard de récepteurs sur sa muqueuse olfactive (contre 10 millions pour l'homme et 2 à 3 milliards pour le chien à titre de comparaison). La surface importante de ses cornets nasaux explique ces nombreux récepteurs, mais il faut noter que les maladies comme le coryza ou la rhinite altèrent très fortement les capacités olfactives de l'animal. L'odorat est un sens qui est développé dès la naissance du lapereau, et il permet à celui-ci de repérer les tétines par le biais des phéromones que celles-ci dégagent.

### Comportement
Le lapin commun est un animal nocturne et crépusculaire.[réf. nécessaire] Il communique avec ses congénères principalement par les odeurs, qui permettent d'identifier le sexe et l'âge, mais aussi le statut social.

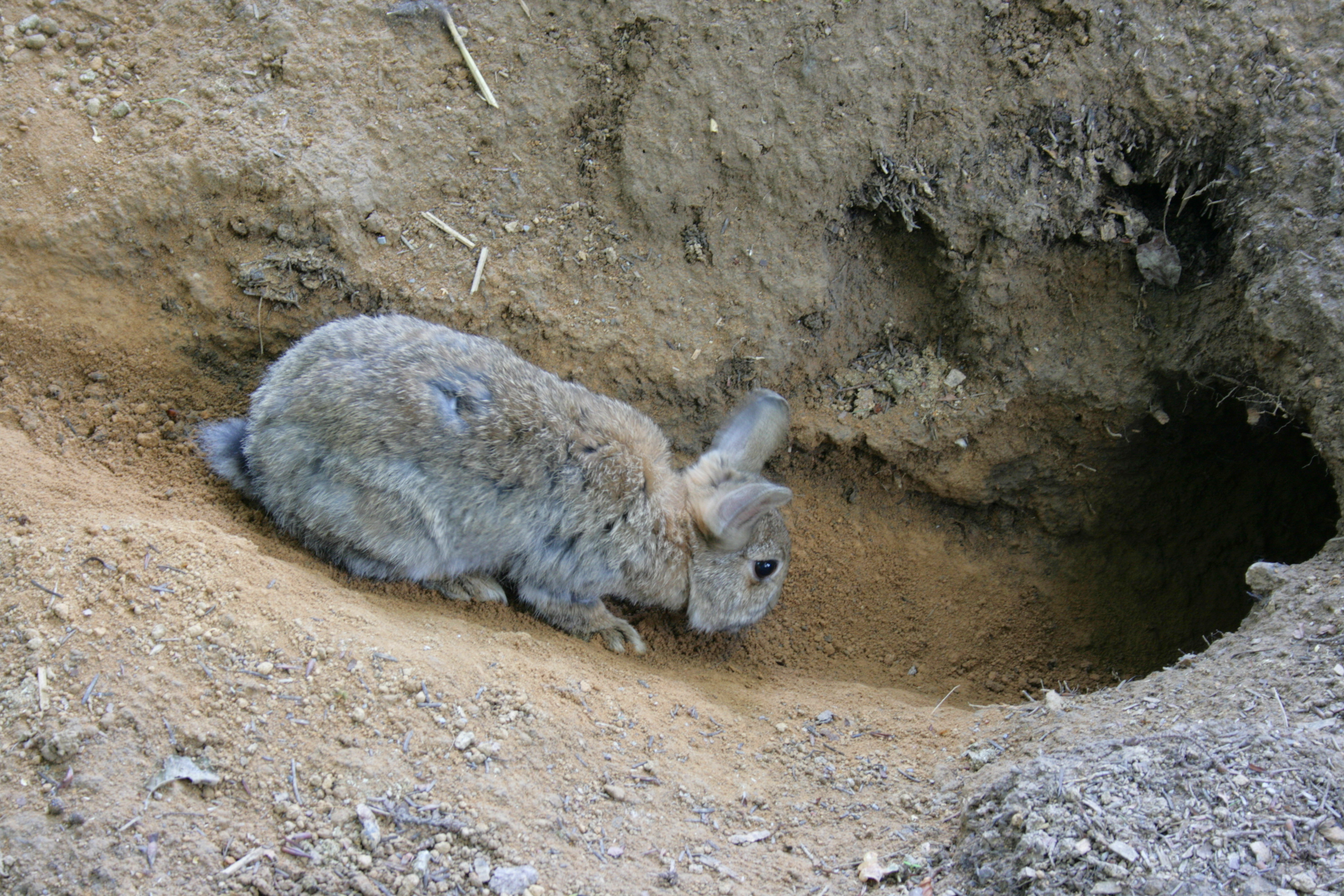
Lapin de garenne à l'entrée de son terrier.

À l'état sauvage, les individus vivent en couple si la densité est faible, et en groupe quand elle est plus importante. Un groupe compte jusqu'à 20 sujets adultes, généralement de 1 à 6 mâles et de 1 à 6 femelles. Il comporte des mâles et femelles dominants : les premiers monopolisent les accouplements tandis que les secondes disposent des meilleurs emplacements pour creuser les rabouillères (terriers d'accouchement). L'ordre hiérarchique est remis en cause à chaque printemps par des comportements d'intimidation et des combats. Une fois la hiérarchie en place, les interactions agressives décroissent significativement. Les individus dominés ne se défendent pas contre les attaques des dominants. Tous les membres du groupe défendent la partie centrale de leur zone d'influence contre les prédateurs, les sujets dominés vivant en périphérie.
Quand le lapin de garenne sent un danger, il prévient ses congénères en tapant de la patte arrière, ce qui provoque un bruit sec, net et bien audible à grande distance. 
Lorsqu'il attaque, le lapin couche ses oreilles en arrière et pointe son nez vers l'ennemi, comme s'il cherchait à lui donner des coups de museau. Cette attitude agressive est rare chez le lapin en captivité.
Le lapin commun est presque muet ; on dit que le lapin clapit. Ce petit cri ressemble à un gémissement aigu. Dans de très rares situations d'extrême peur ou d'excitation, il peut émettre un son, sorte de vibration lorsque la femelle est en chaleur ; le mâle couine également lors du bref coït avant de s'écrouler sur le côté pour se reposer. Le lapin pousse également un cri aigu lorsqu'il comprend qu'il va mourir (généralement une ou deux secondes avant de succomber).

### Reproduction et longévité

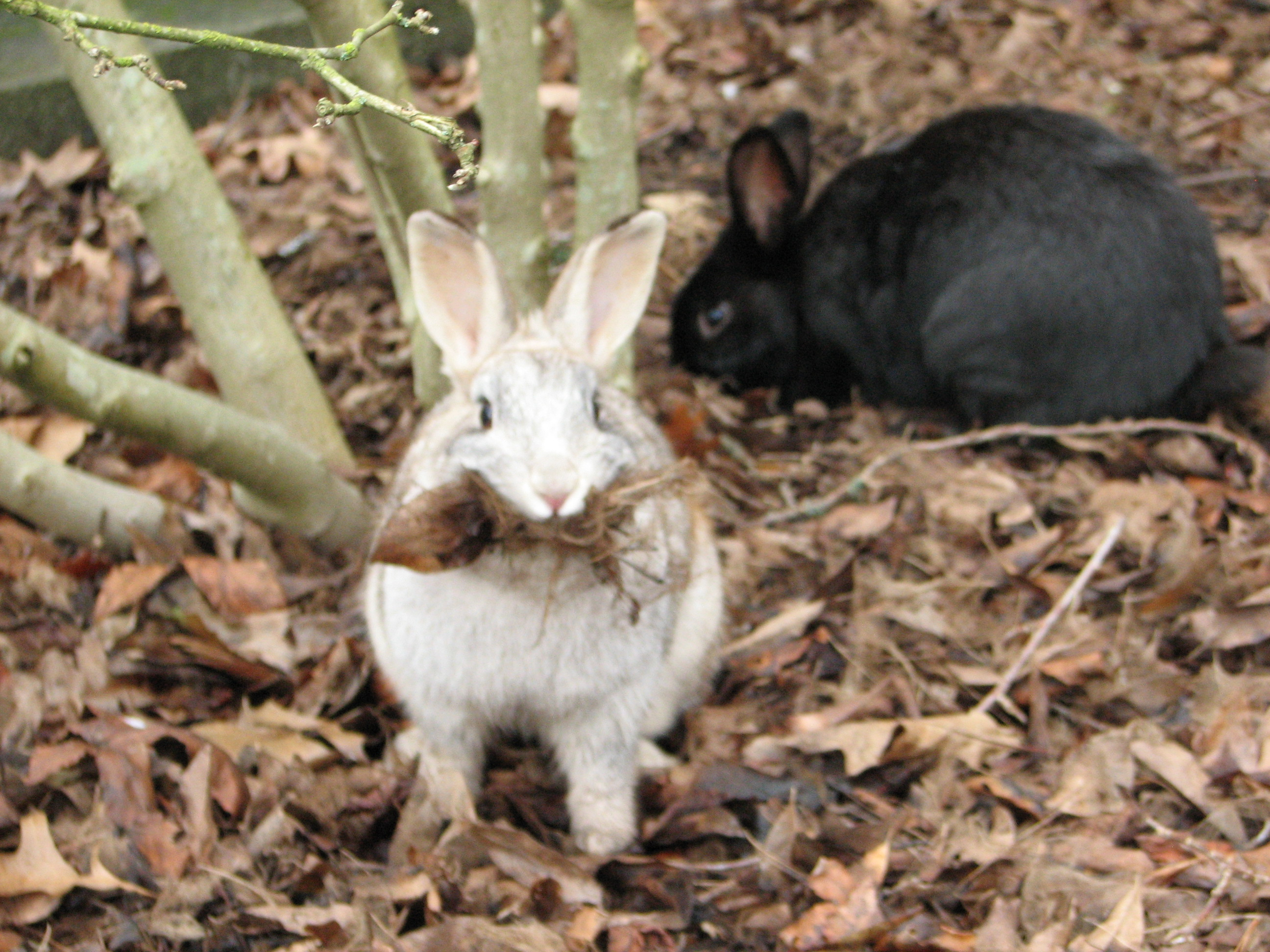
Lapin de garenne collectant des végétaux pour tapisser son nid.

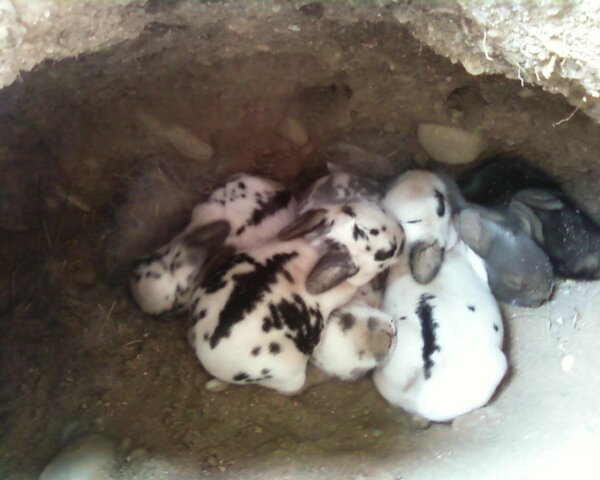
Lapereaux dans un terrier.

Le lapin commun est très prolifique. On a calculé que la descendance théorique d'un seul couple pourrait  atteindre le chiffre de 1 848 individus à la première génération si tout facteur de mortalité précoce était écarté (W. G. Foster, 1972).
Les lapins communs sont célèbres pour leurs capacités reproductives. En effet, les accouplements peuvent avoir lieu toute l'année, même si la plupart des mises bas ont lieu de février à août. L'ovulation est provoquée par l'œstrus ; l'œstrus post-partum est possible. La seule période d'anœstrus se situe à l'automne. Les femelles atteignent la maturité sexuelle dès 3,5 mois, contre 4 mois pour les mâles. La gestation dure 28 à 33 jours. Une lapine a en moyenne 3 à 5 portées par an, chacune comptant de 3 à 12 lapereaux ; l'intervalle minimal entre deux portées est de 30 jours.
Les lapereaux naissent nus et les oreilles et yeux fermés ; ils n'ouvrent pas les yeux avant 10 ou 12 jours. La mère les allaite une fois par jour pendant trois à quatre semaines. Durant cette période, les jeunes prennent rapidement du poids : ils passent de 35 à 45 g à la naissance à 80 % du poids adulte à 3 mois. Durant ce temps, ils restent dans la rabouillère creusée par leur mère pour mettre bas. Cette dernière ne reste pas auprès d'eux pour les réchauffer et leur témoigne peu de soins. En revanche, elle défend agressivement son territoire contre des jeunes étrangers, alors que les mâles protègent tous les lapereaux, quel que soit leur lien de parenté avec eux.
75 % des lapereaux meurent durant la période d'allaitement. Quand ils atteignent la maturité sexuelle, les jeunes mâles sont souvent chassés par le groupe familial. Soit ils rejoignent une autre garenne, soit ils mènent temporairement une vie solitaire. Les lapins vivent 9 ans au maximum ; en moyenne, leur longévité ne dépasse guère les deux ans. Ils sont en effet confrontés à grand nombre de prédateurs : renards, fouines, belettes, chats forestiers, chiens, rapaces (hiboux, chouettes, aigles), etc. Le trafic routier et la chasse sont également des causes de mortalité importantes.

### Habitat

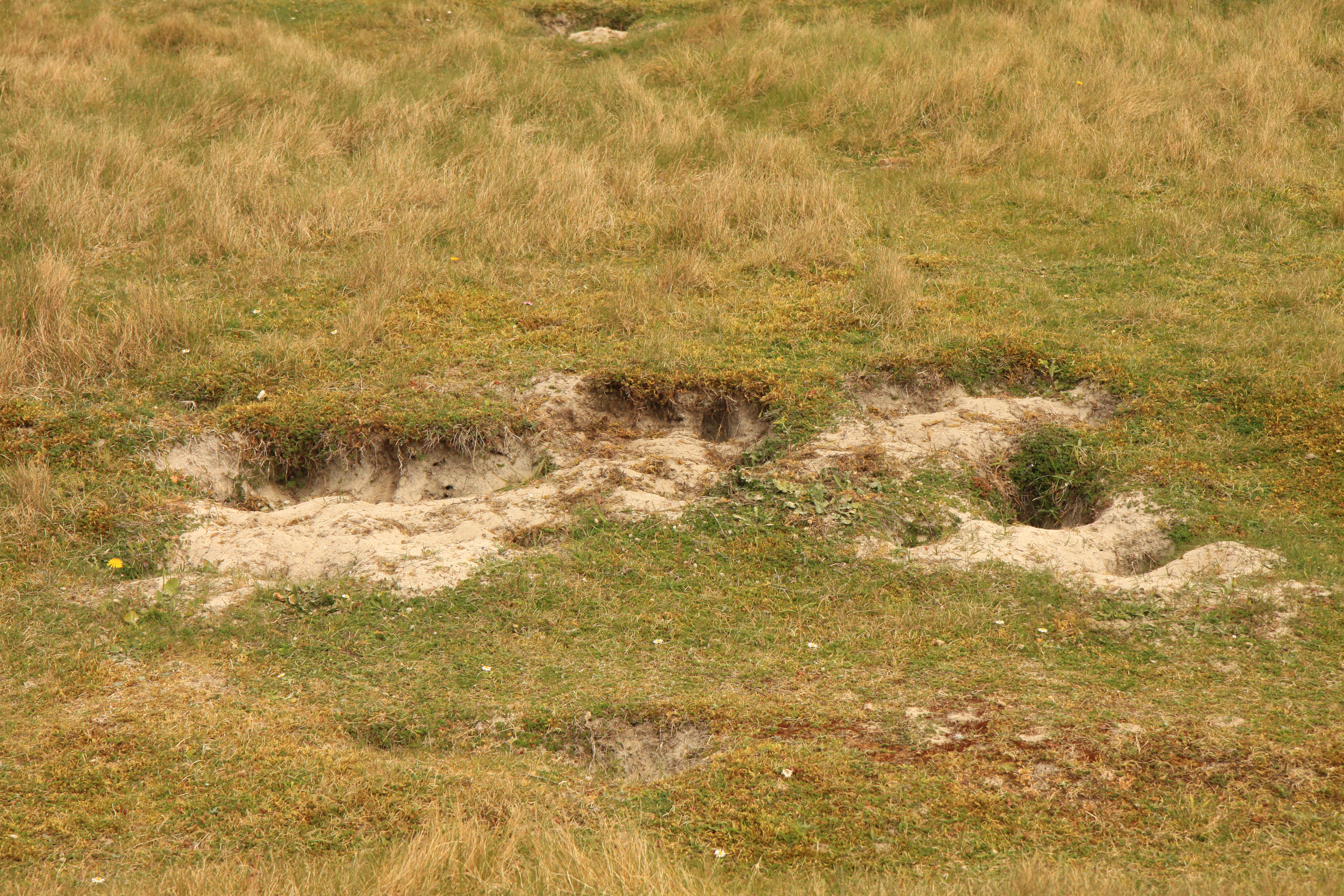
Entrée des terriers de lapins de garenne dans les dunes de Keremma.

Originairement, le lapin de garenne peuplait la péninsule Ibérique depuis le Pléistocène moyen. On en trouve aussi quelques traces anciennes en France ou dans le nord-ouest de l'Afrique.
Aujourd'hui, il existe à l'état sauvage sur tous les continents excepté l'Asie et l'Antarctique grâce à ses facultés d'adaptation. Les formes domestiquées sont élevées partout dans le monde. À l'origine dans des garennes, puis dans des clapiers et plus tard aussi dans des élevages en batterie.
À l'état sauvage, ces lapins creusent des terriers et préfèrent les zones plutôt sèches et au sol meuble et profond. Le terrier est creusé de préférence sur un talus, en terrain sec ; son ouverture varie de 10 à 50 cm. Suivant la densité de la population locale, il est relié ou non aux autres terriers par des galeries. Un réseau de terriers est appelé une garenne. Le lapin s'en éloigne généralement de quelques centaines de mètres pour chercher sa nourriture. 
On rencontre les lapins sauvages dans les formations végétales de type lande ou garrigue, les massifs dunaires, en forêt (notamment les lisières, les clairières et les coupes, et les larges chemins où pousse de l'herbe), ainsi que dans les prairies, certains pâturages et les bocages, et beaucoup de micro-habitats herbeux dans les campagnes cultivées. Ils peuvent être présents dans tous types de milieux herbeux, de préférence avec des buissons ou des haies à proximité pour s'y cacher en cas de danger, y compris les pelouses et prairies d'origine anthropique comme dans les jardins,. Ils consomment fréquemment les plantes cultivées et ils sont attirés par les champs et les jardins potagers où ils peuvent commettre des ravages. Ils ont conquis les espaces verts urbains, même fauchés et tondus régulièrement, les bords de routes, les talus, et jusque sur les pelouses centrales des ronds-points des carrefours giratoires où ils prospèrent fréquemment en groupes importants car ils y sont relativement à l'abri des prédateurs. Ils sont souvent présents en grands nombres dans les vastes pelouses des échangeurs d'autoroutes, des aéroports et des zones industrielles, etc. C'est un animal de plaine et de collines qui ne monte guère au-delà de 1 000 mètres d'altitude.
Le domaine vital d'un lapin de garenne varie de 0,4 à 4 hectares ; le territoire d'une famille ou d'un groupe représente quant à lui 9 à 10 hectares, mais moins si la nourriture est abondante. Il est délimité par l'urine, les crottes des mâles dominants et la sécrétion des glandes mentonnières. Pour un humain, la présence de lapins se reconnaît principalement à la présence de groupes de crottes, au grattage de la terre aux limites du territoire et à la maigre végétation. Les empreintes du lapin sont comparables à celles du lièvre, mais plus petites.

### Régime alimentaire

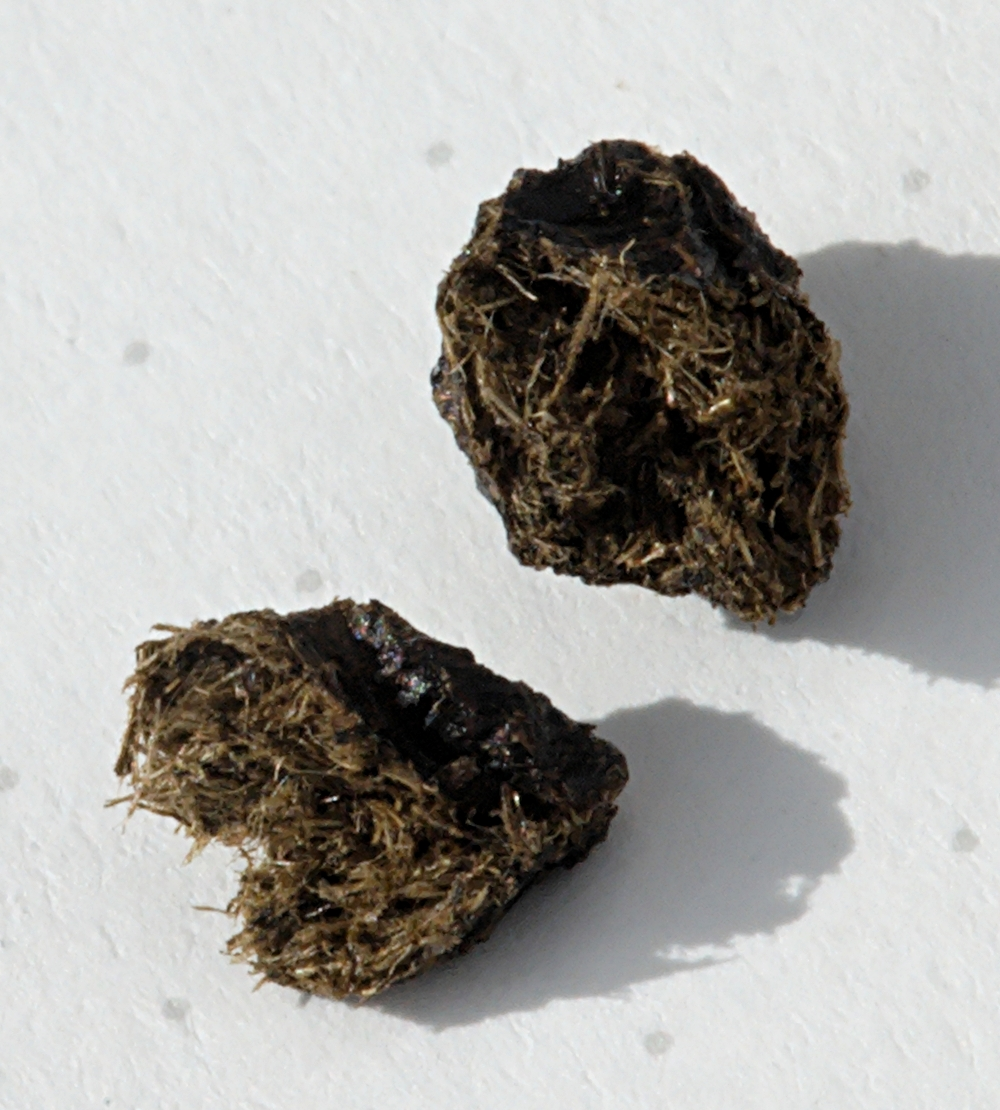
Crottes finales d'un lapin de garenne (les points du papier sont distants de 0.5 cm).

Le lapin est herbivore et cæcotrophe, c’est-à-dire qu'il mange ses propres crottes molles dès leur sortie de l'anus. 
À l'état sauvage, son régime alimentaire est variable, suivant l'environnement local. Il se nourrit de plantes herbacées, principalement des Poacées, au printemps et en été ; en hiver, son régime est composé de tiges et écorces d'arbrisseaux. Il peut creuser légèrement la terre pour trouver racines, graines et bulbes ; il est également capable de grimper dans des arbrisseaux et des buissons pour manger les jeunes pousses. Le lapin mange également des plantes cultivées (céréales, carottes ou choux). Un adulte consomme de 200 à 500 grammes de plantes par jour. Quand les lapins sont présents en densité importante, leur impact sur le milieu est important : ils entravent la reproduction de certaines espèces de plantes mais aussi, en conséquence, d'animaux.
Comme les autres lagomorphes, le lapin est considéré par beaucoup comme un ruminant. Ainsi, le Lévitique interdit de manger « le lièvre, car il rumine, mais il n'a pas l'ongle fendu » Ce classement se fonde sur une observation du comportement du lapin, qui passe de longues heures à remuer les mâchoires de droite à gauche. D'abord, le lapin digère l'herbe qu'il a consommée : la cellulose est transformée par les bactéries anaérobies du cæcum en acides gras volatils qui servent de nutriments. Il en résulte des cæcotrophes, sorte de crottes d'un vert olive, molles et brillantes que le lapin réingurgite dès leur sortie de l'anus pour les sucer longuement, d'où le mouvement des mâchoires décrit précédemment. Les crottes finales du lapin de garenne sont d'un brun foncé, plus grosses (7 à 12 mm de diamètre), sèches et ternes.

### Maladies

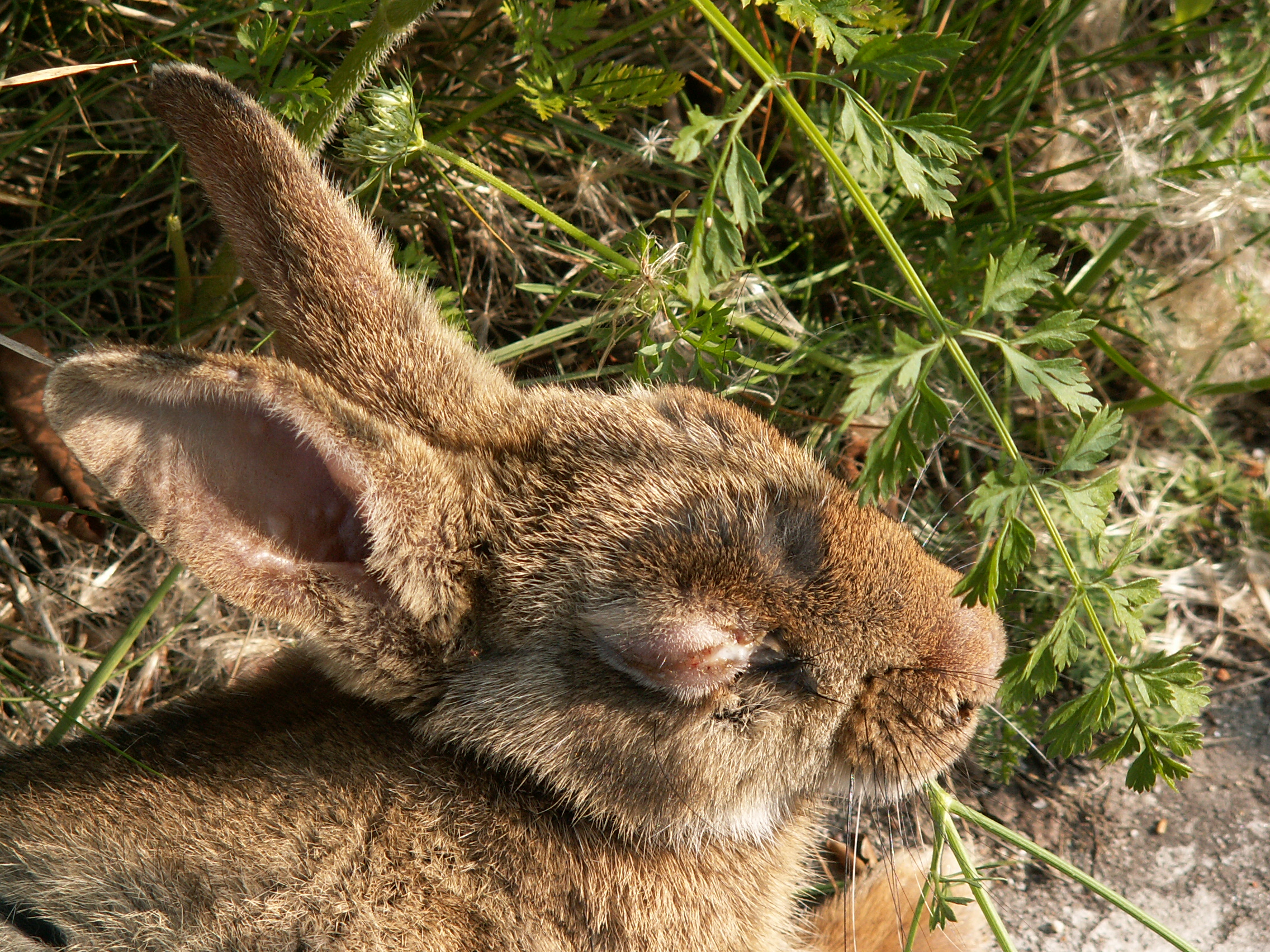
Lapin atteint de myxomatose.

Le lapin commun est sujet à deux maladies importantes, qui ont un impact sur les populations sauvages et posent des difficultés aux éleveurs : la myxomatose et la maladie virale hémorragique (VHD), contre lesquelles il existe un vaccin ; il connaît aussi des problèmes intestinaux dus aux Escherichia coli entéropathogènes (EPEC) contre lesquels le vaccin est à l'étude .

## L'espèce et l'Homme

### Domestication  et élevage

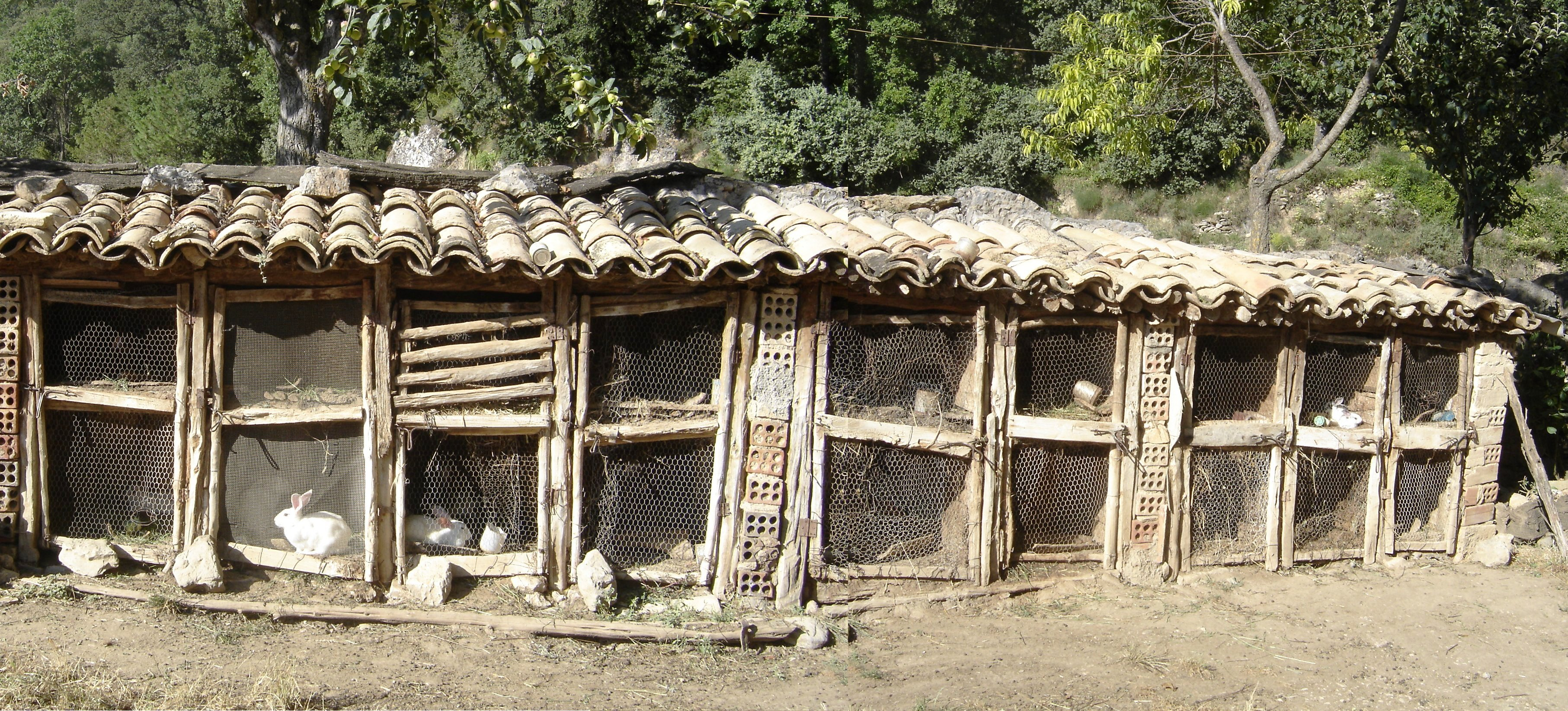
Clapiers traditionnels en Catalogne.

Probablement circonscrit à l'origine au seul sud de la péninsule Ibérique, le lapin de garenne s'est longtemps rencontré, pour l'essentiel, en Espagne et dans le sud de la France, ainsi que dans le nord-ouest de l'Afrique. Il y a très tôt servi de source d'alimentation pour les peuplements humains. Ainsi, entre le VIIIe et le VIIe millénaire av. J.-C., il semble constituer l'essentiel du régime carné en Provence. Il est par la suite laissé de côté par les chasseurs qui s'intéressent à des proies plus imposantes.
La diffusion récente du lapin en Europe occidentale constitue, à l'échelle de l'histoire, l'une des plus importantes migrations d'animaux sauvages dues à l'homme. Elle résulte essentiellement d'échanges entre groupes humains, depuis l'Antiquité jusqu'au bas Moyen Âge. Pourtant, le lapin commun n'a été domestiqué que tardivement, au Moyen Âge, et c'est le seul animal d'élevage originaire d'Europe. Parallèlement, le « lapin de garenne » est passé de la garenne au clapier aux environs de l'an 1000, puis du statut d'animal sauvage à celui d'animal domestique : le lapin domestique, qui a donné naissance à de nombreuses races d'élevage par la suite.
Le lapin domestique est aujourd'hui élevé pour sa chair, sa fourrure, ses poils ou comme animal de laboratoire ou animal de compagnie.

### Diffusion par l'Homme

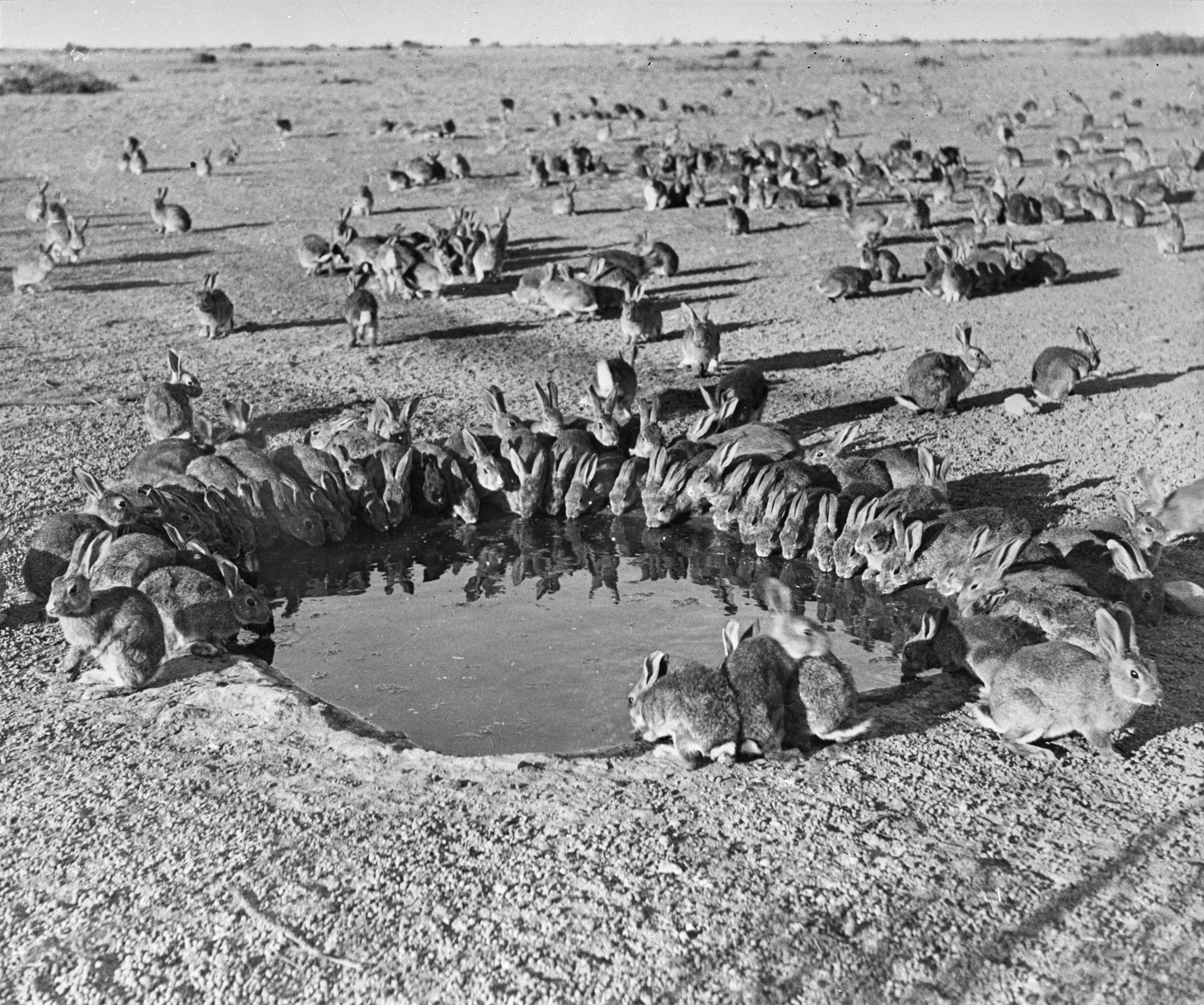
Lapins autour d'un trou d'eau en Australie, sur un site d'essai de la myxomatose.

La propagation du lapin de garenne par l'Homme et les problèmes qu'elle occasionne sont des phénomènes très anciens. Ainsi, le géographe grec Strabon mentionne le cas de lapins échappés aux îles Baléares et qui se développèrent sur les îles si bien que les colons qui y étaient présents demandèrent à l'empereur Auguste de leur envoyer l'armée pour les débarrasser de ce fléau ou de leur offrir d'autres terres tant ces animaux faisaient des dégâts.
En 1874, 24 lapins communs furent introduits en Australie  et se reproduisirent très rapidement. Dans ce pays où les carnassiers avaient été presque éliminés, les lapins ont prospéré. À peine un demi-siècle plus tard, la population de lapins s'élevait à 30 millions d'individus et menaçait l'agriculture et l'équilibre écologique. Après l'introduction de la myxomatose, on en est arrivé, en 1995, à introduire  sur ce continent un virus ravageur des lapins provoquant la maladie hémorragique du lapin : le Rabbit Haemorrhagic Disease Virus (RHDV) afin de rééquilibrer leur population. Les Australiens relâchèrent également des renards, jusqu'ici absents de l'île-continent, qui s'attaquèrent aux marsupiaux.

### La chasse

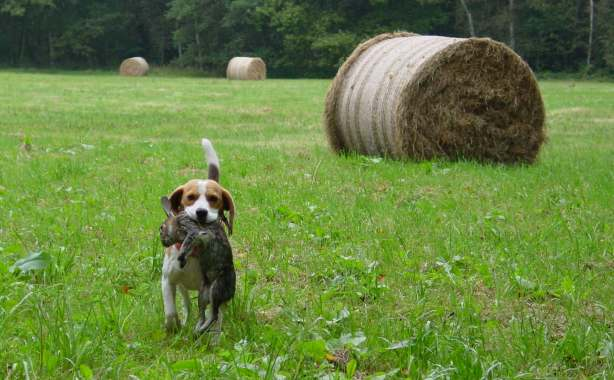
Chien Beagle rapportant un lapin de garenne dans la gueule.

En France, l'Office national de la chasse et de la faune sauvage estime que 3 209 210 lapins de garenne (± 2,0 %) ont été abattus dans la campagne de chasse de la saison 1998-1999, ce qui fait de cette espèce le quatrième type de gibier chassé derrière le pigeon ramier, les faisans et les grives. En 1998-1999, 35 % des chasseurs avaient tué un lapin, contre 47 % en 1983-1984. Le nombre de spécimens prélevés a beaucoup baissé puisque 6 432 000 lapins avaient été tués en 1983-1984, cependant ces chiffres peuvent ne pas refléter les populations de lapins car celles-ci varient fortement d'une année à l'autre. Ce déclin peut être attribué à la fois à la baisse des effectifs des petites populations et au désintérêt de certains chasseurs qui préfèrent les gibiers plus gros. En outre, de fortes disparités régionales existent, ainsi les prélèvements dans le Nord et l'Ouest du Bassin parisien ont progressé.

### Statut de conservation et menaces

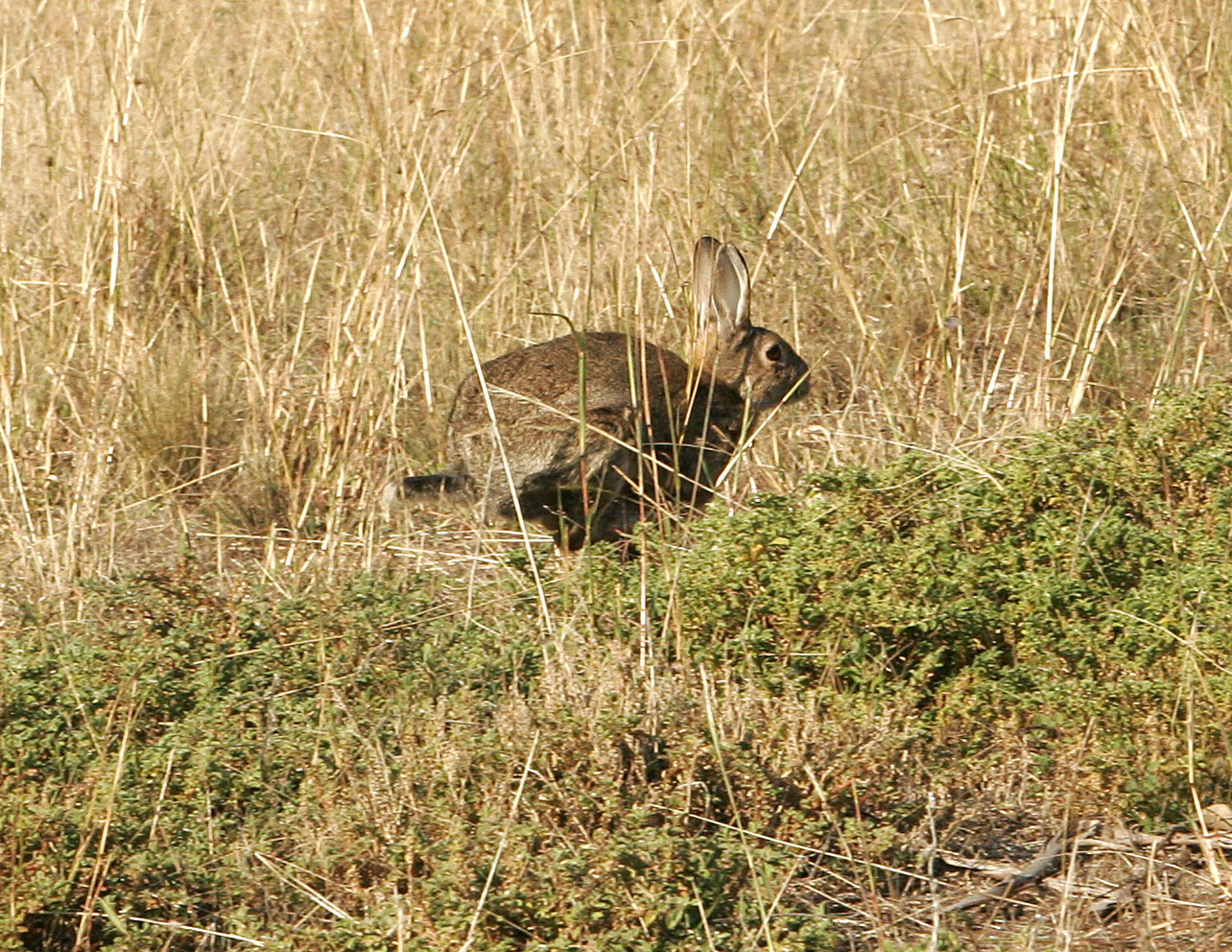
Lapin de garenne en fuite.

Si le lapin de garenne est localement considéré comme envahissant en raison de sa densité de population ou plutôt des dégâts qu'il peut faire sur l'agriculture et la sylviculture, il a pourtant aussi disparu d'une vaste partie de son aire ancienne de répartition, ce pourquoi l'UICN l'a en 2007 considéré comme près de la limite au-delà de laquelle il serait à inclure dans les espèces menacées.
Les populations du lapin de garenne ont régressé principalement à cause de la myxomatose et de virus hémorragiques ou d'autres maladies, auxquelles s'est ajoutée localement une mauvaise gestion cynégétique.
La transformation du paysage a aussi joué un rôle dans la régression de certaines populations en milieu rural, de deux manières opposées : le reboisement dans les régions de déprise agricole, ou alors l’homogénéisation du paysage et la monoculture dans les régions où l'agriculture est devenue à l'inverse plus intensive. Contrairement au lièvre, le lapin de garenne a besoin d'une mosaïque d'habitats, où il peut trouver sur une petite surface à la fois de l'herbe basse pour se nourrir, un couvert végétal à proximité pour se cacher (hautes herbes, buissons, haies), et de la terre meuble et bien drainée pour y creuser ses terriers.
La mortalité routière peut être importante du fait des fortes densités de lapins vivants fréquemment sur les bordures et les terre-pleins du réseau routier, mais ne semble pas être une cause significative de régression des populations, qui semblent au contraire profiter de ces nouveaux habitats. 
Les pays d'Europe du Sud-Ouest (aire d'origine du lapin) sont les plus touchés : Par exemple, les populations de lynx ibérique du parc national de Doñana (Espagne) sont encore plus menacées depuis que la population des lapins du parc a diminué de 60 % après qu'ils ont été décimés d'abord par la première vague d'une épizootie (fièvre hémorragique, RHD) en 1990, puis par la présence constante de la maladie. La population actuelle (2007) a été évaluée à moins de 10 % de ce qu'elle était avant 1990.
En France le lapin de garenne, bien qu'ayant localement fortement régressé ou même disparu est inscrit sur la liste des espèces susceptibles d'occasionner des dégâts, car il reste surabondant dans certaines régions. Il fait néanmoins l'objet de repeuplements par les organisations de chasseurs.
La disparition locale du lapin de garenne pose divers problèmes écologiques :
- ils ne mangent plus la strate herbacée qui se développe en évapotranspirant plus et en produisant des milieux secs en été, sensibles aux incendies ;
- les grands prédateurs (loups, lynx, grands rapaces) souffrent d'un manque de proies, ce qui met en péril des espèces très menacées telles que le lynx ibérique ou l'aigle ibérique (Aquila adalberti) ;
- ils ne creusent plus de terriers qui contribuent à remobiliser la banque de graines du sol et sont souvent utilisés par d'autres espèces.

Solutions : divers modes de réintroduction ont été testés, notamment des élevages conservatoires, des reconstitutions de populations à partir d'individus capturés au moyen de furets, et des « garennes artificielles ».

### Le lapin commun dans la culture
Le lapin commun est profondément ancré dans la culture humaine, le langage, les contes, les fêtes comme l'art ou les croyances. Animal familier auprès de multiples populations, le lapin commun est en effet le principal initiateur de toute une symbolique et on le retrouve présent dans la mythologie de plusieurs pays du globe. Facile à observer et à apprivoiser, d'aspect attendrissant, reproducteur prolifique, gibier de choix... les raisons ne manquent pas pour faire de ce lapin parmi toutes les autres espèces cousines, un personnage privilégié de nombreuses œuvres littéraires, cinématographiques ou graphiques.
Dans le calendrier républicain, Lapin était le nom donné au 15e jour du mois de nivôse.

### Sous-articles détaillés sur cette espèce
- Lapin domestique
  - Lapin nain
  - Cuniculture
  - Articles sur les races de lapin

### Autres articles connexes
- Lapin
- Lièvre
- maladies principales : myxomatose, coccidiose

#### Sites de référence
- (en) Animal Diversity Web : Oryctolagus cuniculus (consulté le 28 mai 2013)
- (en) Brainmuseum : Oryctolagus cuniculus (consulté le 28 mai 2013)
- (en) Catalogue of Life : Oryctolagus cuniculus (Linnaeus, 1758) (consulté le 17 décembre 2020)
- (en) Fauna Europaea : Oryctolagus cuniculus (Linnaeus, 1758) (consulté le 26 juin 2022)
- (en) GISD : espèce Oryctolagus cuniculus (consulté le 28 mai 2013)
- (fr + en) ITIS : Oryctolagus cuniculus (Linnaeus, 1758) (consulté le 28 mai 2013)
- (en) Mammal Species of the World (3e  éd., 2005) :  Oryctolagus cuniculus   Linnaeus, 1758 (consulté le 28 mai 2013)
- (en) NCBI : Oryctolagus cuniculus (taxons inclus) (consulté le 28 mai 2013)
- (en) Paleobiology Database : Oryctolagus cuniculus Linnaeus 1758 (consulté le 28 mai 2013)
- (en) UICN : espèce Oryctolagus cuniculus (consulté le 24 mars 2020)

#### Autre site
- (fr) Biologie du lapin